# 亚革质柳叶菜
亚革质柳叶菜（学名：Epilobium subcoriaceum），为柳叶菜科柳叶菜属下的一个种。